# Santa María la Antigua del Darién

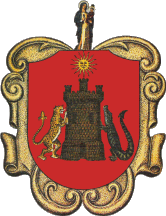
Escudo de armas de Santa María la Antigua del Darién.

Santa María la Antigua del Darién foi uma das primeiras cidades estáveis fundada por europeus em Terra Firme do continente americano (alguns opinam que a primeira foi San Sebastián de Urabá, mas esta comunidade foi totalmente instável e não passou de ser na realidade um simples forte), outros dizem que a primeira foi a Cidade de Cumaná na província de Nova Andalucía na Venezuela, cujo magnífico assentamento continua em pé até o dia de hoje como uma cidade-porto pesqueiro muito rica, estável e próspera ao oriente de Venezuela. 
Situada no Mar do Caribe, na região do Darién, Santa María la Antigua foi fundada a finais de 1510 por Martín Fernández de Enciso e Vasco Núñez de Balboa, segundo relata o cronista Fray Bartolomé de las Casas.

## Antecedentes e assentamentos espanhóis anteriores a Santa María la Antigua
Desde Cristovão Colombo, em 1492, criou muitos assentamentos espanhóis anteriores a fundação de Santa María la Antigua del Darién. 

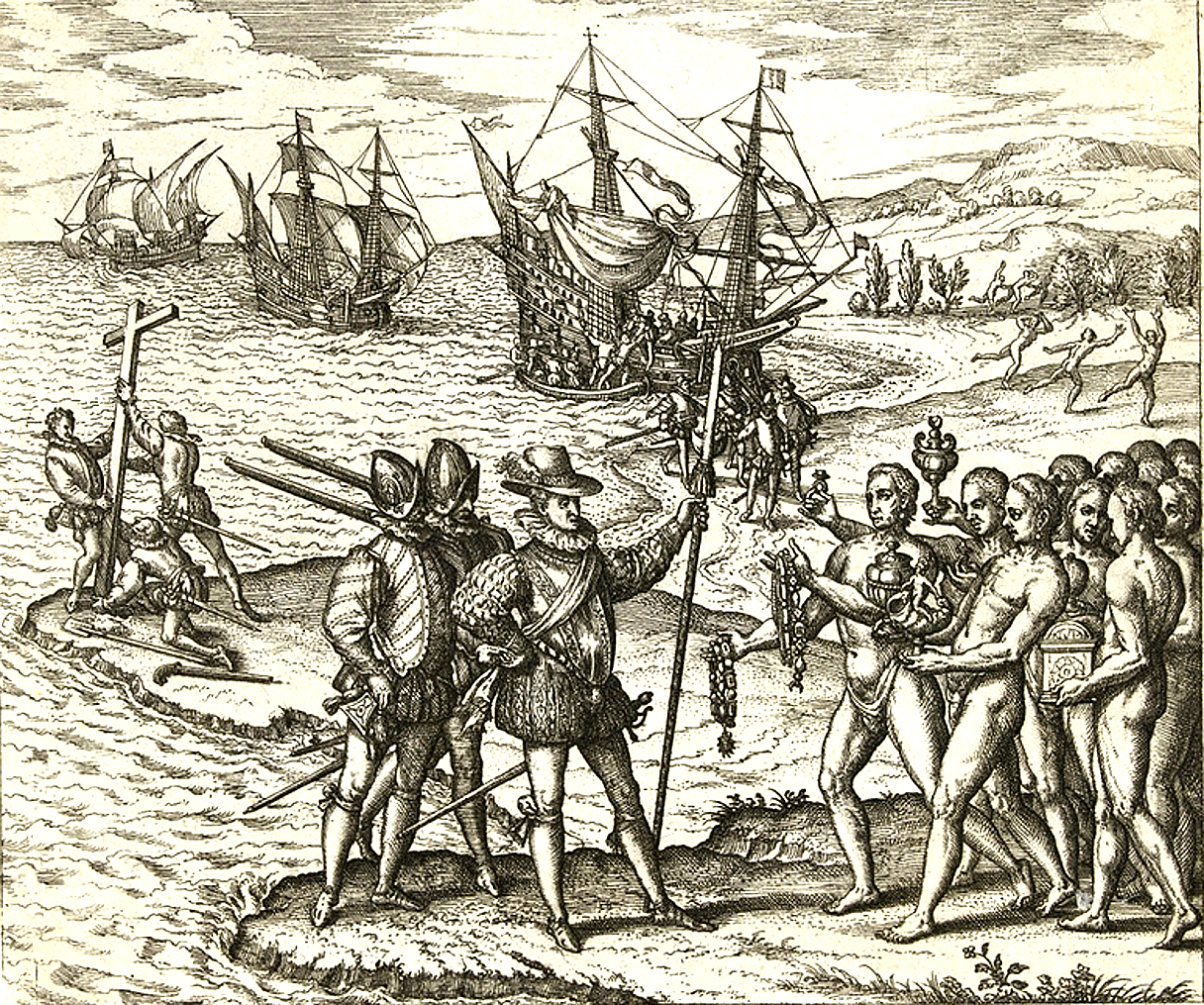
Gravado representando a chegada dos espanhóis a La Española.

Colombo desenvolveu em 1492, durante sua primeira viagem ao Novo Continente, os assentamentos da ilha da Hispaniola, isto é, La Espanhola, hoje território conjunto de Haiti e República Dominicana. Desde ali dirigiu várias expedições para a terra firme do continente.
Outro assentamento, em terra firme do continente, e anterior a Santa María la Antigua del Darién foi o assentamento de Santa Cruz, levantado por Alonso de Ojeda durante suas explorações na Venezuela, em Coquivacoa, hoje la Guajira, e que durou apenas três meses.
Também cabe mencionar o forte em terra firme do continente chamado San Sebastián de Urabá, fundado também por Alonso de Ojeda no Darién, e que rapidamente foi abandonado para buscar seu traslado a outro lugar mais seguro e amigável. Em síntese, no obstante estes efêmeros assentamentos, a primeira cidade espanhola estável do continente foi Santa María la Antigua del Darién.

## Historia da fundação da cidade

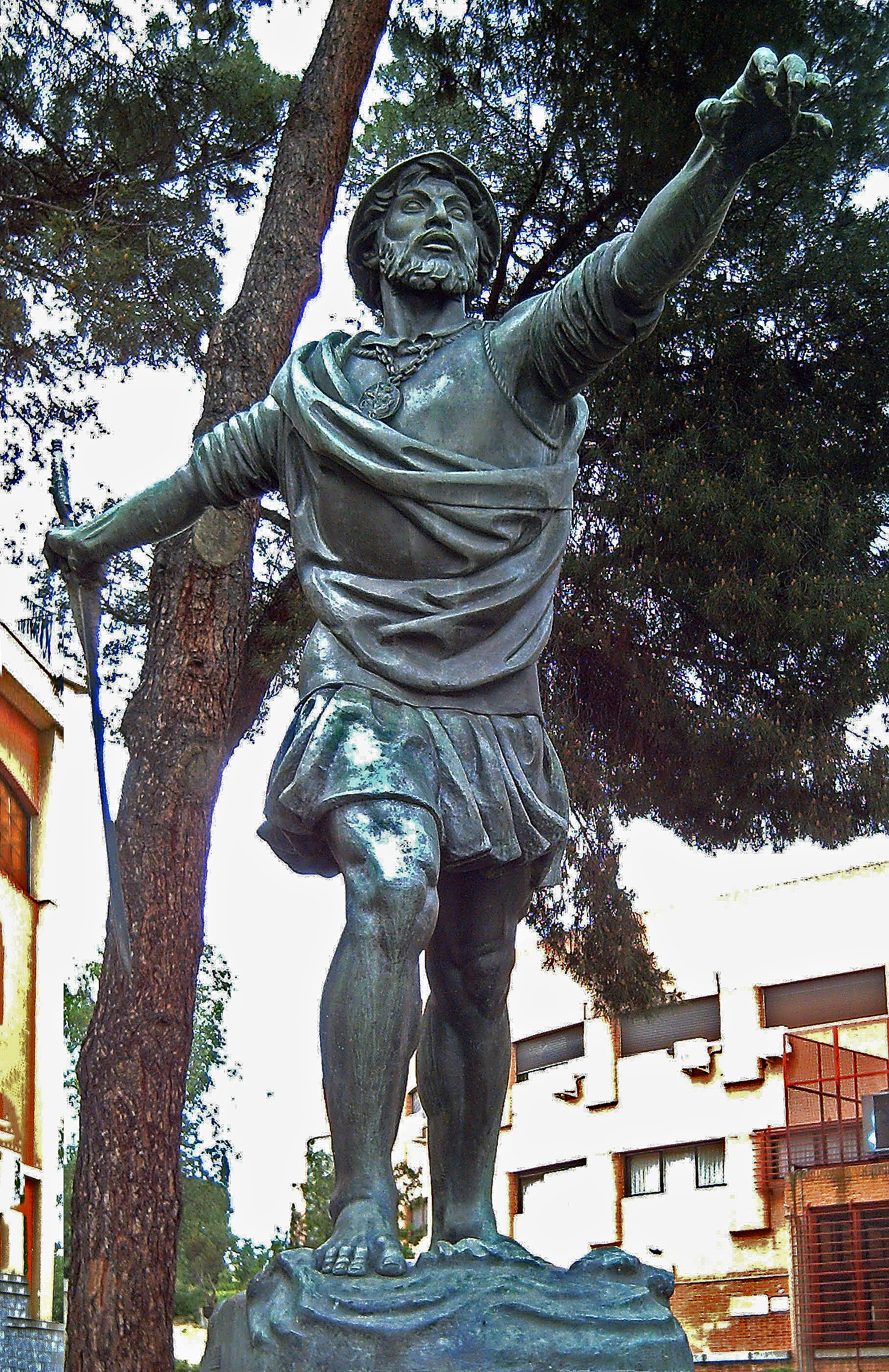
Vasco Núñez de Balboa, fundador de Santa María la Antigua del Darién. Estátua em Madrid.

Alonso de Ojeda, o fundador de San Sebastián de Urabá, havia partido de regresso a Santo Domingo devido a situação ter se tornado insustentável no forte de San Sebastián, primeira tentativa dos espanhóis para estabelecer uma base na costa caribe do continente. A zona onde tentaram erguer a base era muito belicosa e insalubre, e dos 300 exploradores e soldados iniciais que havia levado Ojeda restaram somente 42 sobreviventes.
O mandante deste caos em San Sebastián lhe foi encomendado a Francisco Pizarro, que devia resistir durante 50 dias até que Ojeda voltasse, mas este nunca voltou a aparecer. Como comandante da situação ficou então Martín Fernández de Enciso, que havia chegado com alguns poucos reforços para tratar de salvar a situação. Foi então quando Vasco Núñez de Balboa sugeriu que a população do forte se mudasse para o oeste do Golfo de Urabá, onde as terras eram mais férteis e menos perigosas, e dado que ele conhecia dito território com anterioridade, desde o ano de 1501.
Ao chegar a essa nova região os espanhóis se encontraram com o cacique Cémaco e houve forte resistência de parte dos indígenas. Os espanhóis prometeram então para a Virgem da Antigua, venerada em Sevilha, Espanha, que de sair triunfantes na batalha dariam seu nome para a nova povoação que queriam fundar. Cémaco foi vencido, e já em setembro de 1510, cumprindo com a promessa, o novo povoado foi chamado Santa María de la Antigua del Darién. A igreja, (também a primeira de terra firme na América), se localizou sobre à casa de Cémaco. O primeiro Alcaide Maior da cidade foi Martín Fernández de Enciso, que finalmente ganharia o rechaço dos colonos e das tropas. 
E ao contrário do que sucedeu com Enciso, o triunfo dos espanhóis sobre os indígenas e a posterior fundação de Santa María la Antigua del Darién, situada agora em um lugar relativamente calmo, deram a Vasco Núñez de Balboa autoridade e consideração entre seus companheiros, fartos do Alcaide Maior Fernández de Enciso, a que o qualificavam de déspota e avarento pelas restrições que tomou contra o ouro, que era objeto de ganância dos colonos. Enciso, entre outras barbaridades, chegou a ordenar incluso que a colônia se trasladara de novo ao forte de San Sebastián de Urabá, que já estava completamente apagado do mapa.

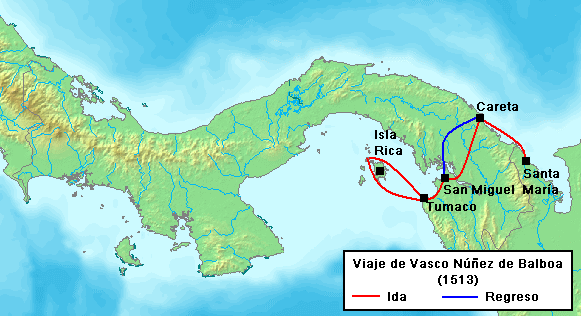
Viagem de Balboa

Núñez de Balboa aproveitou a situação fazendo-se porta-voz dos colonos desgostosos, e usando a lei destituiu a Fernández de Enciso do cargo de governante da cidade. Logo após a destituição, se estabeleceu um Cabildo Aberto, se elegeu um governo municipal (o primeiro no continente americano) e se designaram dois alcaides: Martín Samudio e Vasco Núñez de Balboa. Posteriormente Núñez de Balboa assumiu a alcaidia do local. Melhorou as relações com os índios, tratando-os bem, fazendo-se amigo dos caciques e de suas filhas, e proibindo que os escravizassem. Impediu que seus 300 homens saqueassem por regra geral aos indígenas; não repartiu as terras nem as impôs, como Cristóvão Colombo, tributos, nem eliminou ou degradou os caciques. Assim conseguir deles ajuda e alimentos. Além disso, fez com que os espanhóis platarem milho e madioca e criaram um animal que haviam trazido da Espanha: o cerdo. A cidade prosperou muito, e durante bastantes anos chegaram novos colonos e exploradores.
Foi Núñez de Balboa que realmente fundou em 1510 a Santa María de la Antigua del Darién (a Virgem da Antigua era venerada em Logroño, terra natal da família Enciso, em especial Arnedo, em cuja igreja existe um altar com seu escudo, um S sobre campo de goles). Diz Zuazo em seu favor "Vasco Núñez podia recorrer com segurança 100 léguas em Terra Firme". Foi executado por Pedro Arias Dávila na praza de Acla, em 19 de janeiro de 1519.
Santa María la Antigua del Darién foi também a primeira sede episcopal no continente, e em poucos anos foi designada capital do território de Castela do Ouro, e ponto de partida para a fundação de muitas cidades mais no resto do continente durante a década de 1510 e a época do descobrimento do Oceano Pacífico em 1513, realizada também por Núñez de Balboa com ajuda dos indígenas.

## Decadência e desaparecimento da cidade
Espanha relevou logo o mandato da população para Núñez de Balboa. Nesse mesmo ano de 1513, o rei nomeou como governador em propriedade para toda a região do Darién a Pedro Arias Dávila, quem chegou à cidade em 1514 com uma grande expedição de quase 2000 homens, entre soldados, "artesãos, médicos e mulheres".
Ainda que Pedrarias vinha com instruções muito precisas sobre como atuar na região, a situação, com uma população tão grande, se tornou caótica. Apesar que no povoado havia já plantado mandioca e milho, e muitos suínos, não era fácil sustentar tanta gente, e pronto apareceu a fome, pois os índios se negaram a trabalhar para uns espanhóis ociosos, e a fome seguiu uma terrível epidemia.
Os espanhóis se dedicaram então, com o beneplácito de Pedrarias e do bispo Frei Juan de Quevedo, o primeiro que existiu em território colombiano a saquear e escravizar aos índios; as violações eram freqüentes e Pedrarias sub-julgava aos indígenas. Esta conduta enlouquecida foi o que eventualmente conduziria para a diminuição da colônia e eventualmente a seu abandono. Ainda que durante esta época partiram desde a cidade muitas expedições ao interior, todo ele aconteceu em meio de um ambiente hostil e em franca degeneração, que entre outros males causou além disso a morte a muitos espanhóis. 
Diante o caos, Pedrarias decidiu buscar outras opções de fundo e fundou em 1519 a Panamá, onde se trasladou definitivamente em 1520. Santa María la Antigua sobreviveu dois ou três anos mais tarde, sob a ordem de um cronista de nome Gonzalo Fernández de Oviedo; em 1524 Pedrarias decidiu desalojar-la e despovoar-la por completo.
A decadência de Santa María la Antigua del Darién se deveu também a que, por ordem do mesmo Pedrarias, se dispôs a mudança da capital de Castela do Ouro para Panamá, além das pessoas, o gado e as munições.
Aos poucos anos de evacuada, em 1524, a cidade foi assaltada e queimada pelos indígenas. O que restou dela permaneceu no sucessivo abandonado a sua sorte e se recobriu de selva, até que finalmente desapareceu do registro histórico.
Logo, durante o período da Colônia, a região de Urabá, que fora o lugar inicial de Santa María la Antigua, foi cenário de continuas disputas entre os indígenas kunas e Emberá em uma guerra religiosa que se estendeu até finais do século XX; além disso, devido a que múltiplos piratas holandeses e ingleses atracavam na região, a coroa espanhola proibiu durante o século XVII, sob pena de morte, o trânsito pelo rio Atrato, e por este motivo esta região se manteve excluída do processo colonial.
Após a guerra da independência a princípios do século XIX o território passou a ser parte da república de Colômbia, mas a situação de desenvolvimento destas terras permaneceu em iguais precárias circunstâncias.
Até princípios do século XX não se alcançou a pacificação dos kunas, alcançada mediante um acordo entre o presidente Rafael Reyes e o cacique da região.

## Uma cidade perdida e seus restos atuais
Deste modo, a cidade de Santa Maria la Antigua del Darién se perdeu completamente, e se debateu durante muitos anos se sua localização se encontrava na nova república do Panamá ou em território da Colômbia. Se empreenderam então expedições para encontrá-la de novo, impulsionadas pelo rei Leopoldo III da Bélgica e pelo antropólogo colombo- austríaco Gerardo Reichel Dolmatoff, que finalmente deu com a localização de suas ruínas em 1957, no território colombiano do município de Unguía, departamento do Chocó. Nos anos 60 e 70 fizeram-se escavações por parte do arqueólogo colombiano Graciliano Arcila.
Na atualidade, no obstante o abandono oficial e geral desta jóia histórica, se tem efetuado algumas explorações na mencionada zona, por parte de investigadores da Universidade Nacional da Colômbia, os professores associados do Departamento de História e Antropologia Paolo Vignolo Ph.D. y Virgilio Becerra, apesar da histórica situação de violência nesses territórios.
Estas expedições de resgate de importante patrimônio histórico que representa esta antiga cidade espanhola têm revelado que hoje apenas que ela foi um pequeno caserio, que teve um período de ocupação inferior a 5 anos, una capela reconstruída pela diocese de Apartadó em 1994 sobre o que se crê foi o alicerce da catedral espanhola do século XVI, e uma série de pastagens dedicados aos labores agropecuários de supervivência. Mas as expedições de resgate têm contribuído a criar um ícone nacional e departamental sobre o lugar, uma verdadeira memória histórica para os habitantes da região.